# Locutor de eventos
Locutor de eventos é o profissional responsável pela apresentação de eventos de qualquer natureza que exijam o seguimento de uma estrutura organizacional específica, seja com protocolo formal seja com menos formalidades. Estas duas características servem para tipificar o que podem ser considerados os dois principais tipos de locutores de eventos: o mestre de cerimônias e o apresentador, respectivamente.
Os locutores de eventos são considerados peças fundamentais na organização de cerimônias com cunho político, acadêmico, institucional, bem como em festas como de debutantes, casamentos, além dos shows musicais.
Em cada caso, a postura do locutor de eventos deve se adequar ao estilo do evento, mantendo a coerência com as características de cada tipo específico para conduzir o seu texto, a fala, a postura, bem como a escolha da vestimenta adequada.

## Histórico
Os locutores de eventos tiveram origem nos eventos formais da nobreza já há três mil anos a. C., segundo relata a comunicóloga e relações públicas, Gilda Fleury Meirelles, presidente do Instituto Brasileiro de Desenvolvimento da Comunicação, Capacitação Profissional e Empresarial (IBRADEP).
Naquele período, segundo ela, mestres de cerimônias apareceram anunciando as fases das reuniões que aconteciam nos anfiteatros na Grécia Antiga. Dois mil anos depois, chineses e japoneses utilizavam da figura deste locutor para apresentar os torneios de arco e flecha. Na Roma Antiga, o chefe dos trombeteiros anunciava a passagem do imperador e as medidas do governo que eram comunicadas ao povo.
Há registros ainda da presença dos mestres de cerimônias conduzindo com suas locuções os eventos de coroação ou recepções de embaixadores estrangeiros em nações europeias como a França.

## Tipos de locutores de eventos
O tipo do evento deverá estabelecer as características do locutor destinado a apresentá-lo. Nesse sentido há basicamente dois tipos de locutores de eventos: o mestre de cerimônias e o apresentador.

## Mestre de cerimônias
Se destina a eventos formais, cujo andamento precisa seguir rigorosamente um protocolo estabelecido pelo cerimonial. Esse tipo de locutor de evento não poderá interferir diretamente no andamento e na estrutura do evento, sendo responsável, portanto, pela apresentação segundo uma precedência que deverá ser respeitada nas solenidades.
Formalidade, no entanto, não significa antipatia, rispidez ou mesmo engessamento na fala. O Mestre de Cerimônias deverá seguir o protocolo, mas imprimir uma identidade vocal e tonal na fala, para que não afaste aos assistentes do texto, ao contrário, que faça com que o momento solene seja compreendido e vivenciado pelos assistentes e as autoridades que participam do momento solene.

## Apresentador
O apresentador tem maior liberdade interpretativa e até mesmo interativa. Este tipo de locutor de eventos assume uma característica mais artística na condução do evento. Ele irá assumir a identidade do evento e, como num talk show, interagir com os participantes, brincar, propor ações, falar diretamente aos organizadores, ou seja, poderá atuar com maior intimidade e relação direta com os participantes e os assistentes do evento.

## Formação
Para ser um locutor de eventos não se exige uma formação específica, mas o conhecimento das técnicas e formas características de cada tipo de evento. No entanto, em um mercado cada vez mais competitivo, os locutores que acessam a uma formação acadêmica têm se destacado cada vez mais no cenário dos eventos.
Os cursos de comunicação social com suas diversas habilitações, principalmente nas áreas de rádio e TV e publicidade, têm ofertado ao mercado da locução de eventos, profissionais cada vez mais gabaritados para o trabalho.
Afora as universidades, os profissionais têm buscado se capacitar nos diversos cursos para locutores de eventos, grande parte deles inclusive no ambiente online. Já há canais no Youtube especializados em capacitar homens e mulheres que desejam enveredar pelo caminho da locução de eventos e buscam se profissionalizar.

## A voz
É o principal instrumento do locutor de eventos para realizar seu trabalho. Antigamente valorizava-se exclusivamente os locutores com vozes bastante graves, sobretudo, profissionais oriundos das emissoras de rádio que cultivavam essa característica quase como obrigatória para os apresentadores dos programas radiofônicos.
Esta opção preferencial pelas vozes graves migrou também para a locução de eventos, mas com o passar dos anos, esta prevalência vem diminuindo consideravelmente, haja vista que, com a busca de especialização de muitos locutores e locutoras que se enveredaram pelo universo da locução de eventos, o setor passou a valorizar cada vez mais o profissional com aparato técnico mesmo que este não possuísse uma voz tão grave.

## Linguagem
A linguagem do locutor de eventos será primeiramente regida pelo texto, principalmente no caso dos mestres de cerimônias que não poderão se desviar do protocolo do evento. Já o apresentador terá liberdade para se mover pelo texto e em alguns momentos até abandoná-lo para interagir com o público do evento.
Mesmo com o texto, porém, tanto um quanto o outro tipo de locutores deverão ler com clareza e interpretando aquilo que está escrito. Não deverá o locutor de eventos utilizar de linguagem considerada chula ou ainda fazer o uso de gírias ou palavras exageradamente fora do padrão da Língua Portuguesa.

## Trajes
Os trajes do locutor de eventos serão indicados previamente pelo contratante do profissional. Invariavelmente os mestres de cerimônias se vestem com terno completo, no caso dos homens, e com vestidos não muito curtos, no caso das mulheres. A formalidade dos eventos apresentados pelos mestres de cerimônias confere às vestes o caráter de traje social, condizente com as solenidades.
Os apresentadores podem vestir desde o traje social até mesmo um look formado por bermuda, camiseta com manga e tênis, no caso dos apresentadores de festas durante o dia ou em eventos nas praias. Uma vestimenta muito comum para os apresentadores são os trajes esporte fino, que mesclam, por exemplo, camisas sociais com calças jeans e sapato. O mais adequado, no entanto, é que o tipo de traje seja combinado com o contratante para evitar embaraços no espaço do evento.